# Raüls
Els Raüls (grec medieval: Ῥαούλ) foren una família aristocràtica romana d'Orient d'orígens normands que florí en l'era dels Paleòlegs. A partir del segle xiv foren dits igualment Ral·les o Ral·lis (Ῥάλλης). La forma femenina del nom era Raülena (Ῥαούλαινα).

## Origen
Es desconeix l'origen exacte de la família. S'ha suggerit que fou fundada per Rodolf Pell de Llop, un normand enviat com a ambaixador a la cort de l'emperador Nicèfor III Botaniates (r. 1078-1081) que Anna Comnena anomena Raül en l'Alexíada. Tanmateix, no hi ha cap font de l'època que digui que Rodolf desertés als romans d'Orient. Una altra teoria és que Raül era un altre ambaixador enviat el 1080, germà de Roger, «fill de Dagobert», que hauria desertat als romans d'Orient cap a la mateixa època i hauria obligat Raül a fugir a la cort imperial juntament amb ell.

## Branques
El primer membre de la família apareix el 1108, quan «Humbert, fill de Graül [Raül]», un conseller de l'emperador Aleix I Comnè (r. 1081-1118) fou part de la delegació romana d'Orient que signà el Tractat de Devol. La família fou menys prominent durant la resta del segle, tot i que no hi ha cap dubte que eren terratinents pròspers, que posseïen grans finques a Tràcia i que formaven part de l'aristocràcia imperial.
El 1195, el sebast Constantí Raül donà suport a la usurpació d'Aleix III Àngel (r. 1195-1203). El seu possible fill, el protovestiari Aleix Raül, fou un alt càrrec militar sota Joan III Vatatzes (r. 1222-1254), però no obtingué el favor de Teodor II Làscaris (r. 1254-1258), que li retirà el títol i feu empresonar els seus quatre fills. Així doncs, la família feu costat a Miquel VIII Paleòleg (r. 1259-1282). Aquest últim elevà el fill gran d'Aleix, Joan Raül Petralifes, al rang de protovestiari i en nomenà un altre fill, Manuel, pinkernes (coper). Manuel i un tercer germà, Isaac, feren causa comuna amb el patriarca Arseni Autorià per oposar-se a la unió de les esglésies. Tanmateix, foren detinguts i cegats. Mentrestant, Joan s'havia casat amb Teodora Paleòloga Cantacuzena, que després de la seva mort es faria monja i esdevindria una de les principals erudites de Constantinoble de les últimes dècades del segle xiii. Sota Andrònic II Paleòleg (r. 1282-1328), el seu fill Aleix fou gran domèstic i un dels seus fills gran estratopedarca.
Un altre Aleix Raül fou gran domèstic després del 1333. Manuel Raül fou un escriptor i funcionari que passà part de la seva carrera al Despotat de Morea.
La nissaga entrà en declivi a partir de mitjans del segle xiv, llevat de la branca de Morea, que florí i restà activa fins a la conquesta otomana. Els germans Tomàs i Jordi Ral·les es posaren al capdavant d'una revolta contra els otomans el 1458-1460. Altres membres de la família acompanyaren la princesa Sofia Paleòloga a Moscòvia, on trobaren feina com a diplomàtics.
A principis del segle xv, Constantí Ral·les Paleòleg fou ambaixador a la cort de Martí l'Humà, rei de la Corona d'Aragó.